# Антонен Арто
Антоне́н Арто́ (фр. Antonin Artaud; 4 вересня 1896, Марсель — 4 березня 1948, Іврі-сюр-Сен) — французький письменник, драматург, реформатор театру, актор, поет, есеїст.
Арто був співзасновником у 1927 році «Театру Альфреда Жаррі». Відомий як автор концепції театру жорстокості (або крюотичного театру від фр. théâtre de cruauté). Арто — автор численних есе та маніфестів, присвячених театру. «Театр і його двійник» — найвідоміша книжка Арто, яка розкриває його концепцію театру. Поетична творчість Арто позначена впливом сюрреалізму.

## Біографія
Антонен Арто народився в Марселі в родині вихідців із середнього класу. Його мати, Євфразія Налпас (1870–1952), походила зі Смірни (нині Ізмір) в Османській імперії. Після Антонена мати народила ще восьмеро дітей, з яких тільки двоє, Марі-Анж і Фернан, досягли повноліття. Його батько Антуан Руа Арто (1864–1924) був капітаном торговельного флоту. Батьки були двоюрідними братом і сестрою.
Шасливе дитинств Антонена було затьмарене хронічними нервовими розладами, пов’язаними зі спадковим сифілісом. Він відвідував середню школу отців Маристів, яким завдячував добрим знанням католицької теології та літургії - естетика його пізнішої творчості виявляє сліди католицького впливу.
У віці 14 років він читав Шарля Бодлера, від якого був у захваті , а також захоплювався акторською грою. Він почав грати власноруч написані сцени зі своєю родиною.
У 1920 році Арто переїхав до Парижа, де приєднався до руху сюрреалістів і почав писати: спочатку вірші, потім прозу та інші статті для сюрреалістичних журналів, а також сценарії. Його охопив робочий ажіотаж: і як автора, і як актора, і як режисера. Арто знявся в 22 фільмах (зокрема в. Ліліомі Фріца Ланга 1934) і написав 26 томів творів. Він заробляв на життя'6 працюючи в Театрі Альфреда Жаррі, який він заснував у Парижі в 1926 році разом з Роже Вітраком і Робертом Ароном. Того ж року він порвав із сюрреалістичним рухом, коли значна частина його послідовників хотіла надати сюрреалізму більш політичної, революційної орієнтації.
Близько 1930 року жив у Берліні на Пассауерштрассе, познайомився з Георгом Вільгельмом Пабстом і брав участь у його екранізації «Тригрошової опери» . У листі з притулку Родез до Адольфа Гітлера від 3 грудня 1943 року він згадує зустріч у травні 1932 року з Гітлером у берлінському барі художників Romanisches Café. Чи справді відбулася така зустріч – невідомо. 1926-1935 роки були наповнені новими спробами випробувати свої театральні ідеї та реалізувати власне бачення того, яким може/має бути театр. У 1935 році Арто заснував свій Театр жорстокості (Théâtre de la Cruauté ) і поставив написану ним п'єсу «Ченчі» (перекладена українською (2021), за мотивами трагедії «Ченчі» Персі Біші Шеллі та однойменного оповідання Стендаля). Він мав давню дружбу з Бальтюсом, якого він надзвичайно хвалив у статті 1934 року. У 1935 році Бальтюс створив декорації для Театру Жорстокості.
У 1936 році Арто здійснив подорож до Мексики, де кілька місяців жив у індіанців тараумара і спробував пейотль.   Під час своєї наступної поїздки до Ірландії, щоб відвідати кельтських друїдів, він вважав, що придбав посох Святого Патрика. У Дубліні його заарештували за «порушення громадського порядку» і депортували до Франції. Після прибуття до Франції у нього утвердилася віра в неминучий апокаліпсис. З 1937 року через «загрозу громадському порядку і безпеці» його неодноразово направляли як пацієнта до закритих психіатричних клінік. В Арто було діагностовано шизофренію. Його роками лікували електрошоком, препаратами літію, інсуліну, ртуті та вісмуту . У 1946 році за фінансової допомоги друзів він був звільнений з Asile d'aliénés de Paraire, установи в Родезі. Арто створив п'єсу Pour en finir avec le jugement de dieu ( Кінець Божого суду ) для радіо; в Сорбонні він прочитав лекцію проти психіатрії.
Через хронічний біль Арто десятиліттями приймав такі наркотики, як лауданум, опіум, героїн і пейотль. (До 1930 року героїн не класифікувався як наркотик і залишався доступним для вільного продажу; Арто брав участь в публічних протестах проти заборони з Рене Кревелем.
4 березня 1948 року Антонен Арто був знайдений мертвим у сидячому положенні перед своїм ліжком із черевиком у руці. У нього був термінальний рак прямої кишки. Причиною смерті вважають передозування снодійного хлоралгідрату.

## Театр і його двійник
Театр і його двійник – головна книжка Антонена Арто. Двійником театру Арто бачив чуму, метафізику та жорстокість. Для нього вистава не має бути мімезисом, тобто імітацією реальності, а сама по собі є реальністю. Тому театр не є двійником реальності, а радше: реальність, яка для Арто завжди була жорстокою , подвоює реальність театру.
Таким чином, очікувані результати театральної утопії Арто можна абстрагувати до твердження, що кордони, які раніше існували в театральному просторі, втрачають своє значення на різних рівнях або ж рішуче розчиняються: Зникає межа між простором сцени і простором глядачів, естетичною цінністю і нецінністю сценічної події, між означником і означуваним. Щоб не опинитися у владі "невизначеності часу", Арто постулює концепцію, яка інсценізує образ ірреальності, що розуміється як міфічне підґрунтя, яке належить масам, таким чином, що витісняє повсякденну реальність з позиції претензії на реальність і сама займає це місце. Парадоксальним видається той факт, що йому здається можливим опрацювати "сповнений страху, катастрофічний період", лише відвернувшись від нього, щоб зрештою мобілізувати проти нього внутрішні сили масового суспільства, як і те, що сама конструкція театру жорстокості завдячує іманентному моральному покликанню.
Арто вважається одним із родоначальників перформансу . Його роботи також цитуються у фільмі 1970 року « Вистава»  . Ідея «нерепрезентативного» театру, театру безпосередньо реалізованих енергій самого буття, вперше сформульована в повній ясності Арто, справила вплив на багатьох митців і теоретиків 20 століття, зокрема на Єжи Гротовського, Тадеуша Кантора, Девіда Есріга, Вернера Шваба, Райнера Вернера Фассбіндера та Сару Кейн, на мистецтво перформансу та дії, на композитора Вольфганга Ріма, а також на таких філософів, як Жак Дерріда та Жиль Дельоз, Мішель Фуко та Фелікс Гваттарі.

## Концепція «Театру Жорстокості»
У своїй концепції театру жорстокості Арто визначає постановку як відправну точку сценічної творчості і відповідно закликає до скасування подвійності автора та режисера. У центрі уваги вистави має бути не літературний оригінал, а радше переплетений загальний твір, що складається з усіх елементів оформлення, доступних театру. Таким чином Арто звільняється від театральних умовностей, які панували в той час.
«Шедеври минулого хороші для минулого: вони не хороші для нас. Ми маємо право сказати те, що було сказано, і навіть те, що ще не було сказано, у зручний для нас спосіб, який є безпосереднім і прямим, який відповідає поточним почуттям, і який... кожен зрозуміє  . 
На думку Арто, театр жорстокості має бути загалом зрозумілим. Глядач повинен мати можливість за допомогою театру увійти у своєрідний транс, який захоплює всі органи чуття. Арто отримав натхнення для такого повернення до оригіналу, серед іншого, з балійських танців. Слід зазначити, що схильність Арто до екзотики відображена в значній частині концепції «Театру жорстокості». Для «Театру жорстокості», наприклад, Арто передбачає «ритуальні костюми». Бернд Маттеус пише у своєму тексті про театр жорстокості як про «органічну постановку»  і має на увазі під цим постановку, в якій Арто «[…] хоче звернутися до чутливості глядача з усіх боків […]»  Театр має бути орієнтований на всю людину і загалом на маси, а тому також тематично займається масовими страхами. На відміну від вагнерівської концепції цілісного твору мистецтва, Арто також наголошує на неповторній природі театрального жесту. За допомогою театру жорстокості Арто прагне створити всеосяжну драму зі зв’язком із реальним життям. Подібно до опер Вагнера, Арто розглядає створення мотивів як музичних чи звуконаслідувальних проявів фігур як важливий елемент дизайну. «Театр жорстокості» Арто можна із застереженнями назвати теоретично подібним до загальної концепції художнього твору, оскільки Арто передбачає переплетення та координацію описаних вище елементів для досягнення спільної мети, а саме звернення до організму глядача. На думку Арто, театр і мистецтво загалом має бути всеосяжним як за задумом, так і за ефектом і здатним до нового, незалежного творіння.
«Раз і назавжди досить вираження самодостатнього, егоїстичного та персоналістичного мистецтва» 
Сценічна мова, яку Арто передбачає для театру жорстокості, відходить від чистого відтворення письмового тексту до «[…] нових засобів позначення цієї мови […]»  Але не лише мова, але й об’єкти мають бути піднесені в їхньому символічному характері. Арто пише про «[…] розкішне багатство форм вираження […]», доступне театру , яке має бути відтворюваним і каталогізованим. Постановка повинна використовувати всі можливості та інновації театру. Наприклад, Арто описує хвилеподібне світло як бажане для театру жорстокості; Однак реалізувати всі ці ідеї в його час ще не вдалося.
Арто спроектував зал для глядачів посередині, оточений сценою з різними рівнями. Таке розташування було задумовно для забезпечення динамічності простору. На думку Арто, театр жорстокості не повинен містити нічого зайвого або ненавмисного і повинен знайти своє вираження відповідно до ритму й коду.

## Твори
- Tric Trac du Ciel, ілюстрована гравюрами Елі Ласко (Élie Lascaux), Paris, Simon, 1923
- L'Ombilic des limbes, Gallimard, NRF, Paris, 1925
- Le Pèse-nerfs, Leibovitz, Paris, 1925
- L'Art et la Mort, Denoël, Paris, 1929
- Le Moine, traduction et adaptation, Denoël & Steele, Paris, 1931
- Héliogabale ou l'Anarchiste couronné, Denoël & Steele, Paris, 1934
- Les Nouvelles Révélations de l'être, Denoël, Paris, 1937
- Le Théâtre et son double, Gallimard, Paris, 1938
- D'un voyage au pays des Tarahumaras, Éditions de la revue Fontaine, Paris, 1945
- Van Gogh, le suicidé de la société, K éditeur, Paris, 1947
- Artaud le Mômo, Bordas, Paris, 1947
- Ci-gît, précédé de la Culture indienne, K éditeur, Paris, 1947
- Pour en finir avec le jugement de dieu, K éditeur, Paris, 1948
- Les Cenci, in Œuvres complètes, Gallimard, 1964
- 50 Dessins pour assassiner la magie, Gallimard, Paris, 2004
- Artaud Œuvres, choix de textes par Evelyne Grossman dans l'édition Thévenin des Œuvres complètes, Gallimard, Quarto, Paris, 2004
- Cahier d'Ivry, janvier 1948, fac-similé, Gallimard, Paris, 2006
- Nouveaux Écrits de Rodez, Gallimard, L'Imaginaire, Paris, 2006

## Українські переклади
- Антонен Арто. «Театр і його Двійник». Переклад з французької Романа Осадчука. – Київ: видавництво Жупанського, 2021, 280 с. ISBN 978-617-7585-36-6[8]
- Антонен Арто «Геліоґабал та інші тексти». Переклад з французької Романа Осадчука. – Київ: видавництво Жупанського, 2022, 208 с.[9]

### Французькою
- Blanchot, Maurice. «Artaud.» La Nouvelle Revue Française 4 (November 1956, no. 47): 873—881.
- Brau, Jean-Louis. Antonin Artaud. Paris: La Table Ronde, 1971.
- Florence de Mèredieu, Antonin Artaud, Portraits et Gris-gris, Paris, Blusson, 1984, new edition with additions, 2008.
- Florence de Mèredieu, Antonin Artaud, Voyages, Paris, Blusson, 1992.
- Florence de Mèredieu, Sur l'électrochoc, le cas Antonin Artaud, Paris, Blusson, 1996.
- Florence de Mèredieu, C'était Antonin Artaud, Biography, Fayard, 2006
- Virmaux, Alain. Antonin Artaud et le théâtre. Paris: Seghers, 1970.
- Virmaux, Alain and Odette. Artaud: un bilan critique. Paris: Belfond, 1979.
- Virmaux, Alain and Odette. Antonin Artaud: qui êtes-vous? Lyon: La Manufacture, 1986.

### Англійською
- Barber, Stephen Antonin Artaud: Blows and Bombs (Faber and Faber: London, 1993) ISBN 0-571-17252-0
- Derrida, Jacques «The Theatre of Cruelty» and «La Parole Souffle» Writing and Difference trans. Alan Bass (The University of Chicago Press, 1978) ISBN 0-226-14329-5
- Esslin, Martin. Antonin Artaud. London: John Calder, 1976.
- Goodall, Jane, Artaud and the Gnostic Drama. Oxford: Clarendon Press; Oxford; New York: Oxford University Press, 1994. ISBN 0-19-815186-1
- Innes, Christopher Avant-Garde Theater 1892—1992 (London: Routledge, 1993).
- Jamieson, Lee Antonin Artaud: From Theory to Practice (Greenwich Exchange: London, 2007) ISBN 978-1-871551-98-3
- Jannarone, Kimberly, "The Theater Before Its Double: Artaud Directs in the Alfred Jarry Theater, " Theatre Survey 46.2, Nov. 2005: 247—273.
- Koch, Stephen. «On Artaud.» Tri-Quarterly, no. 6 (Spring 1966): 29-37.
- Plunka, Gene A. (Ed). Antonin Artaud and the Modern Theater. Cranbury: Associated University Presses. 1994.
- Rainer Friedrich, «The Deconstructed Self in Artaud and Brecht: Negation of Subject and Antitotalitarianism», Forum for Modern Language Studies, 26:3 (July 1990): 282—297.
- Roger Shattuck, «Artaud Possessed», The Innocent Eye (New York: Farrar Straus Giroux, 1984): 169—186.
- Ward, Nigel «Fifty-one Shocks of Artaud», New Theatre Quarterly Vol.XV Part2 (NTQ58 May 1999): 123—128